# 维克托·赫里亚帕
维克托·赫里亚帕（俄语：Виктор Хряпа，1982年8月3日—），出生于苏联基輔，俄羅斯职业篮球运动员，司职中锋小前鋒、大前鋒。2004-06赛季效力于NBA波特兰开拓者隊，2006-08赛季效力于芝加哥公牛隊。